# August Heintze
Sven August Heintze (Skurup, 26 de setembro de 1881 — Stockholm, 6 de maio de 1941), com o apelido por vezes grafado Heinze, foi um botânico e sistemata, que se destacou no campo da sistemática das angiospérmicas.

## Biografia
Filho de  Fredrik e Kerstin (née Svensson) Heintze, nasceu em Skurup, Skåne. Teve uma irmã mais nova, Anna Maria (b. 1889). Matriculou-se na Universidade de Lund em 1901, onde se graduou em 1906, e obteve o grau de doutor em 1913.
O seu primeiro emprego foi como professor liceal em Uddevalla.
Faleceu em Stockholm, estando sepultado no Skurups Norra Kyrkogård.
Ficou conhecido pelo seu trabalho na classificação dos cormófitos, particularmente da família Ranunculaceae.
Entre os nomes científicos propostos por August Heintze incluem-se:
- Burmanniales Heintze, Cormofyt. Fylog.: 159 1927.[11]
  - Burmanniidae Heintze, Cormofyt. Fylog.: 10. 1927.
- Marattiophyta Heintze, Cormofyt. Fylog.: 22. 1927.
- Orchididae Heintze, Cormofyt. Fylog.: 10. 1927.
- Oxalidales Heintze, Cormofyt. Fylog.: 13, 126 1927.
- Paeoniales Heintze, Cormofyt. Fylog.: 12. 1927
- Psilotophyta Heintze, Cormofyt. Fylog.: 22. 1927.
- Ranunculaceae subfam. Thalictroideae Heintze, Cormofyt. Fylog.: 103 1927.[12]
  - Trolliinae Heintze, Cormfyt. Fylog.: 103. 1927

## Publicações
Entre muitas outras, é autor das seguintes publicações:
- Heintze, August (1927). Cormofyternas Fylogeni (Phylogenie der cormophyten) (em sueco). Lund: Håkan Ohlssons boktryckeri. Consultado em 10 de janeiro de 2016 (Cormofyt. Fylog.) (Abstract in German.)
- Heintze, August. (1932–1935) Handbuch der Verbreitungsökologie der Pflanzen. Stockholm, Selbstverlag
- Heintze, August. (1908) Växtgeografiska anteckningar från ett par färder genom Skibottendalen i Tromsö amt. Arkiv Bot. v 7 no 11
- Heintze, August. (1913) Växttopografiska undersökningar i Åsele Lappmarks fjälltrakter. I–II Arkiv Bot. v 12 no 11; v 13 no 5
- Heintze, August. (1909) Växtgeografiska undersökningar i Råne socken af Norrbottens län. Arkiv Bot. v 9 no 8